# Centrifugering

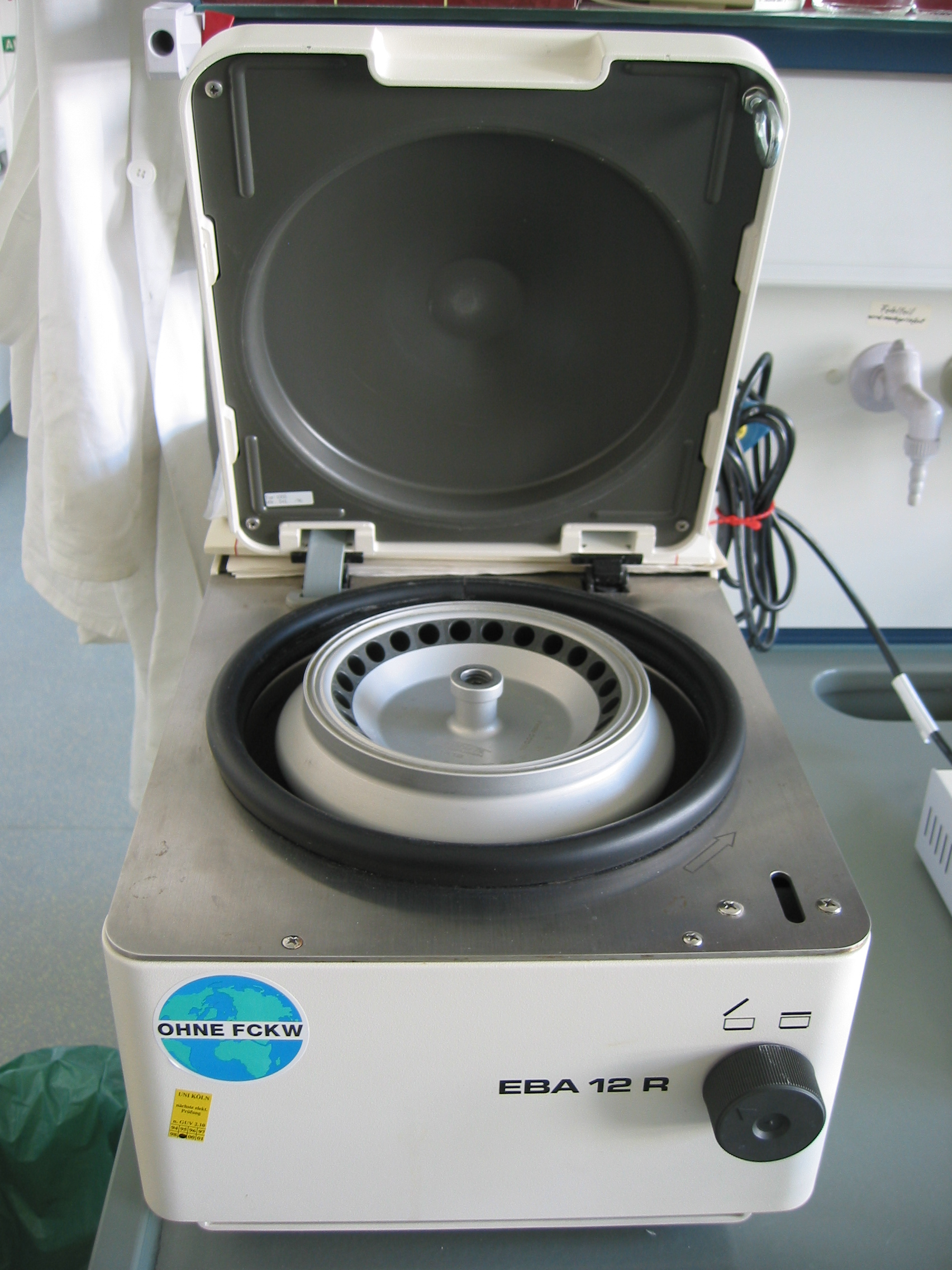
Toppmatad laboratoriecentrifug.

Centrifugering åstadkoms genom en mycket snabbt roterande rörelse där materialet som skall centrifugeras slungas med kraft utåt, företrädesvis mot en yta som medger någon slags sortering, till exempel släpper igenom vatten ur textilier.
Centrifugering är till vardags förknippat med tvättning, men förekommer också i laboratorium och industriellt. I modern tid har tvättmaskinerna allt högre varvtal för centrifugeringen, så till den grad att många textilier inte tål så hård påfrestning och därför inte bör centrifugeras. 
Vid teknisk tillämpning av centrifugering rör blandningens tyngre komponenter bort från centrifugens axel, medan de lättare komponenterna i blandningen rör sig mot axeln. Kemister och biologer kan öka den effektiva gravitationskraften i provröret så att fällningen (pellets) snabbt och fullständigt kommer till botten av röret. Den återstående vätskan som ligger ovanför fällningen kallas en supernatant.
Det finns en korrelation mellan storleken och densiteten hos en partikel och hastigheten som partikeln separerar från en heterogen blandning, när den enda kraft som appliceras är gravitationen. Ju större storlek och ju större densitet partiklarna har, desto snabbare separeras de från blandningen. Genom att lägga en större effektiv gravitationskraft på blandningen, som en centrifug gör, påskyndas separationen av partiklarna. Detta är idealiskt i industri- och labbmiljöer eftersom partiklar som naturligt skulle separera under en lång tidsperiod kan separeras på mycket kortare tid.
Centrifugeringshastigheten specificeras av vinkelhastigheten vanligtvis uttryckt som varv per minut (RPM), eller acceleration uttryckt som g. Omvandlingsfaktorn mellan RPM och g beror på centrifugrotorns radie. Partiklarnas sedimenteringshastighet vid centrifugering är en funktion av deras storlek och form, centrifugalacceleration, volymandelen av närvarande fasta ämnen, densitetsskillnaden mellan partikeln och vätskan samt viskositeten. Den vanligaste tillämpningen är separering av fast material från högkoncentrerade suspensioner, som används vid behandling av avloppsslam för avvattning där mindre konsekventa sediment produceras.
Centrifugeringsmetoden har en mängd olika industriella och laboratorietillämpningar, inte bara för att separera två blandbara ämnen, utan också för att analysera de hydrodynamiska egenskaperna hos makromolekyler. Den är en av de viktigaste och mest använda forskningsmetoderna inom biokemi, cell- och molekylärbiologi. Inom kemi- och livsmedelsindustrin kan speciella centrifuger bearbeta en kontinuerlig ström av partiklar som förvandlas till separerad vätska som plasma. Centrifugering är också den vanligaste metoden som används för urananrikning, beroende på den lilla massaskillnaden mellan atomer av U-238 och U-235 i uranhexafluoridgas.

## Matematisk formel
I en flytande suspension kommer många partiklar eller celler gradvis att falla till botten av behållaren på grund av gravitationen. Tiden det tar för sådana separationer är dock inte praktiskt acceptabel. Andra partiklar, som är mycket små, kan inte isoleras alls i lösning förrän de utsätts för en hög centrifugalkraft. Eftersom suspensionen roteras med en viss hastighet eller varv per minut (RPM), tillåter centrifugalkraften att partiklarna rör sig radiellt bort från rotationsaxeln. Den allmänna formeln för beräkning av varv per minut (RPM) för en centrifug är:
{\displaystyle RPM={\sqrt {g \over r}}},
där g representerar den relativa centrifugalkraften (RCF) och r radien från rotorns centrum till en punkt i provet. Beroende på vilken centrifugmodell som används kan dock rotorns respektive vinkel och radie variera, vilket gör att formeln ändras.
Jämfört med tyngdkraften kallas partikelkraften "relativ centrifugalkraft" (RCF). Det är den vinkelräta kraften som utövas på rotorns innehåll som ett resultat av rotationen, alltid i förhållande till jordens gravitation, som mäter styrkan hos rotorer av olika typer och storlekar. Till exempel betyder RCF på 1 000 g att centrifugalkraften är 1 000 gånger starkare än jordens gravitationskraft. RCF är beroende av rotationshastigheten i varv per minut och partiklarnas avstånd från rotationscentrum. Den vanligaste formeln som används för att beräkna RCF är:
{\displaystyle RCF=1,118\times 10^{-5}\times r\times (rpm)^{2}}, 
där {\textstyle 1,118\times 10^{-5}} är en konstant, r är radien, uttryckt i centimeter mellan rotationsaxeln och en punkt i provet och rpm är hastigheten i varv per minut.
Historiskt har många separationer utförts med hastigheten 3 000 rpm. En grov vägledning för "g"-kraften som utövas vid denna hastighet är att multiplicera centrifugeringsradien med en faktor 10, så en radie på 160 mm ger ungefär 1 600 g. Detta är ett ganska godtyckligt tillvägagångssätt, eftersom den RCF som tillämpas är linjärt beroende av radien, så en 10 procent större radie betyder att en 10 procent högre RCF läggs på vid samma hastighet. Grovt sett kan ovanstående formel förenklas till {\textstyle RCF=10\times r}, med ett fel på endast 0,62 procent.

## Användning
En centrifug kan användas för att isolera små mängder fasta ämnen som hålls kvar i suspension från vätskor, till exempel vid separering av kritapulver från vatten. Inom biologisk forskning kan den användas vid rening av däggdjursceller, fraktionering av subcellulära organeller, fraktionering av membranvesiklar, fraktionering av makromolekyler och makromolekylära komplex, etc. Centrifugering används på många olika sätt inom livsmedelsindustrin. Till exempel, inom mejeriindustrin, används det vanligtvis för klarning och skumning av mjölk, extraktion av grädde, produktion och återvinning av kasein, ostproduktion, avlägsnande av bakteriella föroreningar, etc. Denna bearbetningsteknik används också vid framställning av drycker, juice, kaffe, te, öl, vin, sojamjölk, bearbetning/återvinning av olja och fett, kakaosmör, sockerproduktion, etc. Den används också för klarning och stabilisering av vin. 
I kriminaltekniska laboratorier och forskningslaboratorier kan den användas för att separera urin- och blodkomponenter. Det hjälper också till att separera proteiner med hjälp av reningstekniker såsom utsaltning, till exempel ammoniumsulfatfällning. Centrifugering är också en viktig teknik vid avfallsbehandling, eftersom den är en av de vanligaste processerna som används för slamavvattning. Denna process spelar också en roll vid cyklonseparation, där partiklar separeras från ett luftflöde utan användning av filter. I en cyklonsamlare rör sig luft i en spiralformad bana. Partiklar med hög tröghet separeras av centrifugalkraften medan mindre partiklar fortsätter med luftflödet.
Centrifuger har också använts i liten utsträckning för att separera vätskekomponenter lättare än vatten, som olja. I sådana situationer erhålls det vattenhaltiga utsläppet vid det motsatta utloppet från vilket fasta ämnen med en specifik vikt större än ett är målämnena för separation.